# سوینک (کلرادو)
سوینک (به انگلیسی: Swink) شهری در ایالت کلرادو کشور ایالات متحده آمریکا است که جمعیت آن در سرشماری سال ۲۰۱۰ میلادی، ۶۱۷ نفر بوده‌است.